# آرتیوم سیمونیان
آرتیوم سیمونیان (ارمنی: Արտյոմ Սիմոնյան؛ زادهٔ ۲۷ دسامبر ۱۹۷۵) بوکسور آماتور اهل ارمنستان است.

## فعالیت آماتوری
سیمونیان در دستهٔ پَروزن مسابقات قهرمانی بوکس آماتوری اروپا در سال ۱۹۹۸ به مدال نقره و در دستهٔ پروزن جام جهانی بوکس در سال ۱۹۹۸ به مدال برنز دست یافت.